# Le Cimetière des dragons
Le Cimetière des dragons est le premier album publié dans la série Donjon Crépuscule de la saga Donjon, numéroté 101, dessiné par Joann Sfar, écrit par Lewis Trondheim et Joann Sfar, mis en couleur par Walter et publié en avril 1999.

## Synopsis
Cet album présente l'univers noir succédant à l'ère Zénith. Un vieillard aveugle, surnommé le Roi Poussière, est emprisonné en campagne, sur arrestation du chef militaire, politique et religieux de l'époque : Le Grand Khân. Il s'agit de Marvin, le lézard présent durant l'ère Zénith. Il tente de s'échapper de sa prison, pour aller trouver le Cimetière des Dragons ; il s'agirait d'un lieu mythique que personne ne situe très bien, où tous les vieux êtres à sang froid viennent mourir. Sur son chemin, il fait la connaissance de Pipistrelle, une chauve-souris, et de Marvin Rouge, un lapin rouge prétendant être le successeur exact du Marvin originel. Le Roi Poussière demande alors à un shaman draconiste, Orlondow, de lui montrer le chemin du Cimetière.
Il s'avère que le souverain du monde connu est en fait Herbert de Vaucanson, ami de Marvin, qui a pris de l'importance en réunissant les 7 objets du Destin. En échange de sacrifices quotidiens, il maintient le monde de Terra Amata dans un état intermédiaire entre le jour et la nuit ; il compte laisser le monde en l'état pour l'éternité. Le chef de ses gardes, Shiwomihz, compte trouver l'emplacement du Cimetière dans le but de devenir riche et envoie des troupes dans le but de pister le Roi Poussière. Après une bataille épique entre le Roi Poussière et ses compagnons, les Terrasseurs du Grand Khân et les Olfs sous les murs de la cité de Poupoulou, le Roi repart en quête du fameux Cimetière. Il parvient finalement à le trouver, après avoir été poursuivi par les troupes du Khân. Il découvre que le lieu de repos des dragons est une grotte sous-marine. Il retire alors sa tunique (issue de son ancienne mue), et s'en va nu dans l'eau. Pendant ce temps, il était pisté par le Golgoth, une entité contrôlée à distance par Shiwomihz. Marvin Rouge et Pipistrelle prennent le passage à l'intérieur de la bouche du Golgoth vers la Forteresse Noire pour éliminer les témoins. Finalement, Shiwomihz est tué par le Grand Khân pour avoir gardé un secret. Il laisse partir Marvin Rouge et Pipistrelle pour qu'ils rejoignent le Cimetière et le protègent. 
Mais, au fond de l'eau, la mort ne vient pas prendre le Roi Poussière...

## Allusions culturelles
- Le concept de cimetière destiné à une seule espèce rappelle le mythe du Cimetière des éléphants.
- C'est le premier album où Marvin a perdu l'usage de ses yeux et sa peau.